# Ascodesmis
Ascodesmis es un género de hongos de la familia Ascodesmidaceae. Fue descrito por el botánico francés Philippe Édouard Léon Van Tieghem en 1876. Las especies de este género son coprófilas, y se caracterizan por carecer de exípulo (tejidos conteniendo el himen de un cuerpo fructífero).

## Especies
- Ascodesmis aurea
- Ascodesmis echinulata
- Ascodesmis macrospora
- Ascodesmis microscopica
- Ascodesmis nana
- Ascodesmis nigricans
- Ascodesmis obristii
- Ascodesmis porcina
- Ascodesmis reticulata
- Ascodesmis sphaerospora
- Ascodesmis volutelloides